# 자텔 고개
자텔 고개(Sattel Pass)는 스위스 슈비츠주의 해발 932m의 산길이다. 자텔과 로텐투름 마을 사이의 주요 8번 도로이며, 페피콘 - 슈비츠 구간에 있다. 
이 고개는 페피콘과 제벤을 연결한다.
이 고개는 13세기에 고트하르트 고개(St. Gotthard Pass)로 가는 진입로로 사용되었다. 이 고개에 1860년에 도로가 건설되었으며, 1891년 아트-골다우에서 라퍼스빌까지 가는 남동부 철도와 함께 스위스 중부에서 가장 중요한 동서 동맥 중 하나가 되었다. 고개의 최대 기울기는 7%이다.